# Danny Latza
Danny Latza (Gelsenkirchen, 7 de diciembre de 1981) es un futbolista alemán que juega en la posición de centrocampista y desde 2024 milita en el Fortuna Düsseldorf II de la Regionalliga West de Alemania. También representó al seleccionado alemán en las diversas categorías juveniles del mismo. 

## Trayectoria

### Clubes
Latza comenzó su carrera futbolística en las divisiones inferiores del Shalke 04. En 2007, debutó con el segundo equipo, en el que permaneció hasta 2009. Debido a sus actuaciones en la selección alemana sub-20, fue ascendido al primer equipo. Realizó su debut en este el 14 de febrero de 2009, aunque solo jugó tres partidos hasta ser desplazado al Shalke 04 II, tras la llegada del entrenador Oliver Reck como reemplazo de Youri Mulder.
En 2011 fue transferido al S. V. Darmstadt 98. Después de disputar setenta y tres encuentros por la liga con dicho club, en julio de 2013 se unió al VfL Bochum de la segunda división. En mayo de 2015, firmó por tres años con el Maguncia 05. El 17 de diciembre de 2016, tras no lograr marcar en treinta y tres encuentros de Bundesliga, le convirtió tres goles al Hamburgo S. V. en la victoria por 3:1.
El 17 de marzo de 2021 acordó reincorporarse al F. C. Schalke 04 en una transferencia gratuita para la temporada 2021-22, firmando un contrato de dos años que se extendería por un año más si el Schalke lograra el ascenso en ese tiempo. Abandonó el club a mediados de 2024 y en noviembre de ese año se unió al Fortuna Düsseldorf para jugar en su equipo sub-23.

### Selección nacional
Fue internacional con la selección alemana en las categorías sub-17, sub-19 (con la que jugó quince encuentros) y sub-20, con la que marcó tres goles en ocho partidos. Además, disputó el Campeonato Europeo Sub-17 de la UEFA 2006 y ganó el Campeonato Europeo de la UEFA Sub-19 2008.

#### Participaciones en Eurocopas
| Torneo                  | Sede            | Resultado     |
| ----------------------- | --------------- | ------------- |
| Eurocopa Sub-17 de 2006 | Luxemburgo      | Tercer puesto |
| Eurocopa Sub-19 de 2008 | República Checa | Campeón       |

## Estadísticas
La siguiente tabla detalla los encuentros disputados y los goles marcados por Latza en los clubes en los que ha militado.
| F. C. Schalke 04 · Alemania                                                        | 2008-09             | 3   | 0  | 0  | 0  | 0 | 0 | 0 | 0 | 0 | 3   | 0  | 0  |
| F. C. Schalke 04 · Alemania                                                        | 2009-10             | 0   | 0  | 0  | 0  | 0 | 0 | 0 | 0 | 0 | 0   | 0  | 0  |
| F. C. Schalke 04 · Alemania                                                        | 2010-11             | 0   | 0  | 0  | 0  | 0 | 0 | 0 | 0 | 0 | 0   | 0  | 0  |
| F. C. Schalke 04 · Alemania                                                        | Total               | 3   | 0  | 0  | 0  | 0 | 0 | 0 | 0 | 0 | 3   | 0  | 0  |
| S. V. Darmstadt 98 · Alemania                                                      | 2011-12             | 36  | 6  | 1  | 0  | 0 | 0 | 0 | 0 | 0 | 36  | 6  | 1  |
| S. V. Darmstadt 98 · Alemania                                                      | 2012-13             | 37  | 4  | 2  | 0  | 0 | 0 | 0 | 0 | 0 | 37  | 4  | 2  |
| S. V. Darmstadt 98 · Alemania                                                      | Total               | 73  | 10 | 3  | 0  | 0 | 0 | 0 | 0 | 0 | 73  | 10 | 3  |
| VfL Bochum · Alemania                                                              | 2013-14             | 34  | 2  | 3  | 2  | 1 | 0 | 0 | 0 | 0 | 36  | 3  | 3  |
| VfL Bochum · Alemania                                                              | 2014-15             | 30  | 1  | 2  | 2  | 0 | 0 | 0 | 0 | 0 | 32  | 1  | 2  |
| VfL Bochum · Alemania                                                              | Total               | 64  | 3  | 5  | 4  | 1 | 0 | 0 | 0 | 0 | 68  | 4  | 5  |
| FSV Mainz 05 · Alemania                                                            | 2015-16             | 27  | 0  | 2  | 2  | 0 | 1 | 0 | 0 | 0 | 29  | 0  | 3  |
| FSV Mainz 05 · Alemania                                                            | 2016-17             | 21  | 4  | 1  | 0  | 0 | 0 | 0 | 0 | 0 | 21  | 4  | 1  |
| FSV Mainz 05 · Alemania                                                            | 2017-18             | 29  | 2  | 1  | 4  | 0 | 0 | 0 | 0 | 0 | 33  | 2  | 1  |
| FSV Mainz 05 · Alemania                                                            | 2018-19             | 24  | 0  | 4  | 0  | 0 | 0 | 0 | 0 | 0 | 24  | 0  | 4  |
| FSV Mainz 05 · Alemania                                                            | 2019-20             | 23  | 0  | 1  | 1  | 0 | 0 | 0 | 0 | 0 | 24  | 0  | 1  |
| FSV Mainz 05 · Alemania                                                            | 2020-21             | 29  | 0  | 2  | 2  | 1 | 0 | 0 | 0 | 0 | 31  | 1  | 2  |
| FSV Mainz 05 · Alemania                                                            | Total               | 153 | 6  | 11 | 9  | 1 | 1 | 0 | 0 | 0 | 162 | 7  | 12 |
| F. C. Schalke 04 · Alemania                                                        | 2021-22             | 0   | 0  | 0  | 0  | 0 | 0 | 0 | 0 | 0 | 0   | 0  | 0  |
| F. C. Schalke 04 · Alemania                                                        | Total               | 0   | 0  | 0  | 0  | 0 | 0 | 0 | 0 | 0 | 0   | 0  | 0  |
| Total en su carrera                                                                | Total en su carrera | 293 | 19 | 19 | 13 | 2 | 1 | 0 | 0 | 0 | 306 | 21 | 20 |
| (1) Incluye datos de Copa de Alemania. (2) No incluye goles en partidos amistosos. |                     |     |    |    |    |   |   |   |   |   |     |    |    |